# Korkino (obwód tiumeński)
Korkino (ros. Коркино) – wieś (sieło) w Rosji, w obwodzie tiumeńskim, w rejonie uporowskim. W 2010 liczyła 597 mieszkańców.